# Tars (parpella)
El tars (plaques tarsals) són dos plaques comparativament gruixudes, allargades de teixit connectiu dens, sobre 2,5 cm de longitud; un es troba en cada parpella, i contribueix a la seva forma i suport. Ells directament limiten les vores de les parpelles. El tars té una part inferior i superior que integren la parpella.

## Superior
El tars superior (placa tarsal superior), el més gran, és d'una formasemilunar, sobre els 10 mm d'ample en el centre, i estrenyent gradualment cap als seus extremitats. S'està limitada pel múscul tarsal superior
Per a la superfície anterior d'aquesta placa de l'aponeurosis del múscul elevador de la parpella superior s'adjunta.

## Inferior
El tars inferior (placa tarsal inferior) és més petit, és prim, és de forma el·líptica, i té un diàmetre vertical d'uns 5 mm. Els marges lliures o ciliars d'aquestes plaques són gruixudes i rectes.

## Relacions
Els marges d'adjunts o orbitals estan connectats a la circumferència de l'òrbita per l'envà orbital.
Els angles laterals estan units a l'os zigomàtic per la lateral palpebral raphé.
Els angles medials de les dues plaques acaben en el sac lacrimal, i s'uneixen al procés frontal del maxil·lar superior per la lligament palpebral medial).
Els subtarsalis sulcus és una ranura a la superfície interior de cada parpella.
Al llarg del marge intern del tars es modifiquen les glàndules sebàcies coneguts com a glàndules tarsals (o glàndules Meibonian), alineats verticalment dins dels tarsos: 30 a 40 glàndules en la parpella superior, i 20 a 30 en la parpella inferior, que secreten uns lípids rics de productes que ajuda a mantenir les secrecions lacrimals o que les llàgrimes s'evaporin massa ràpid, el que manté l'ull humit.

## Imatges addicionals

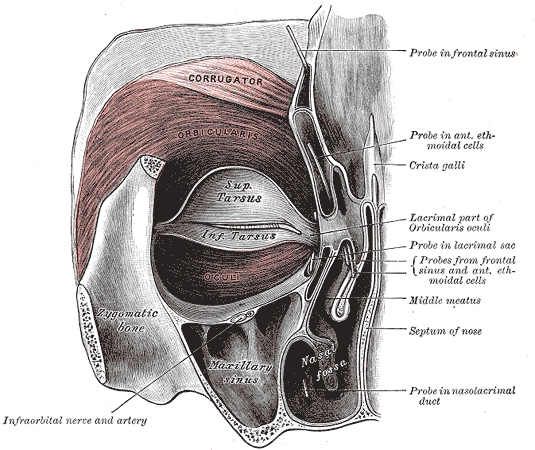
Orbicular de l'ull esquerre, vist des del darrere
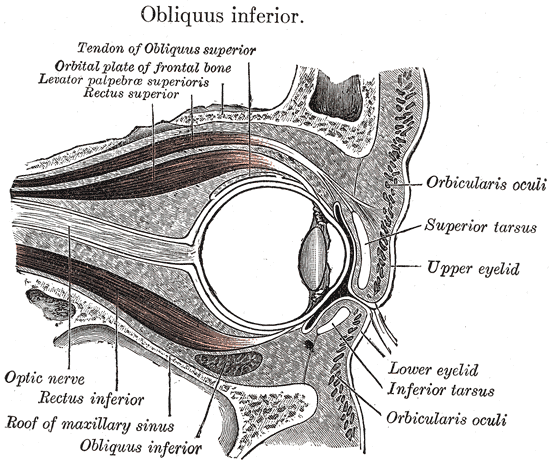
Tall sagital de la cavitat orbitària dreta
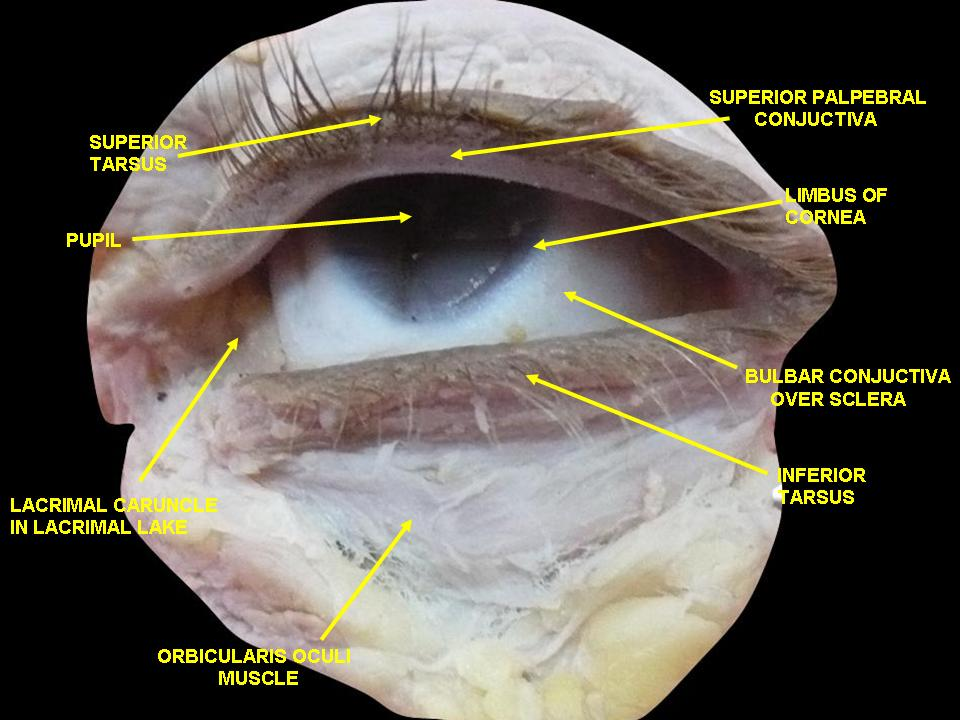
Múscul ocular extrínseca. Nervis de orbita. Dissecció profunda.